# Our Shining Idol 今君に会いたい
「Our Shining Idol 今君に会いたい」は日本のローカルアイドルの楽曲のコンピレーション・アルバム。2013年3月27日、avex traxより発売（品番:AVCD-38666）。吉田豪がプロデュースした。

## 概要
プロインタビュアーの吉田豪が、2011年の「ライブアイドル入門」に続き、聞いておくべきローカルアイドル、ライブアイドルの楽曲を選曲し、監修、プロデュースしたCD。
2013年4月6日には吉田豪がTBSラジオの「タマフル」の「＜吉田豪プレゼンツ＞ 『Our Shining Idol 今、君に会いたい』発売記念 知名度は低いが、品質は間違いないアイドルソング特集!」と銘打たれたコーナーにゲスト出演し、このCDに関する裏話などを披露した。
この際、主に入手しにくい楽曲から選曲したこと、および、
タイトルはロフト主催のアイドル系イベントから取られているため
「今君に会いたい」の主語は「吉田豪」ではないことを主張している。
同月3日にはAsagaya/Loft Aで発売に関連し、収録されたグループのうち、
ナト☆カン、BELLRING少女ハート、Regina（順不同）のミニライブ、
およびそのプロデューサー陣と吉田豪のトークイベントが開催された。

## 収録曲
01. 「初めのアレ」ナト☆カン
02. 「永遠に続くこのメロディ」多国籍軍
03. 「R☆M LOVE LIFE!!〜シャウト・ザ・ガンガン!!」R☆M
04. 「無敵だよYes we can!」イニーミニーマニーモー
05. 「メリー・スイート・クリスマス」Regina
06. 「冬のONE SIDE LOVE」チャーマンズ
07. 「CUTIE☆CUTIE」TIM'E'
08. 「イニシャルの恋だから」seven's nine four
09. 「傘と王子と日曜日」お菓子づくり
10. 「夏色プリズム」choice?
11. 「MY DEAR LOVE 〜人生は偉大〜」柳田久瑠実
12. 「ダーリン」BELLRING少女ハート
13. 「渋谷Twinkle Planet」テクプリ
14. 「Motel」いずこねこ
15. 「COSPLAYER」KGY40Jr.
16. 「プチョヘンザップ〜こども相談室〜」SpringBell feat. MIKA